# Ken Dilger
Kenneth Ray Dilger (* 2. Februar 1971 in Mariah Hill, Indiana) ist ein ehemaliger US-amerikanischer American-Football-Spieler. Er spielte auf der Position des Tight Ends für die Indianapolis Colts und die Tampa Bay Buccaneers in der National Football League (NFL).

## College
Dilger spielte an der High School Quarterback, war aber auch als Basketballspieler und Baseballspieler aktiv. 1990 erhielt er ein Stipendium an der University of Illinois in Urbana, wurde aber im ersten Jahr nicht für die Mannschaft der Fighting Illini nominiert. Erst in den Jahren 1992 bis 1994 wurde er als Tight End zum Stammspieler. 1994 konnte er mit seiner Mannschaft in den Liberty Bowl einziehen. Das Spiel wurde gegen die East Carolina University mit 30:0 gewonnen. In seinem letzten Jahr konnte Dilger insgesamt 41 Pässe für einen Raumgewinn von 547 Yards fangen. Während seiner Zeit am College konnte er acht Touchdowns erzielen. Ken Dilger wurde aufgrund seiner sportlichen Leistungen von seinem College viermal ausgezeichnet. Dilger machte einen Wirtschaftsabschluss wurde aber von den NFL Scouts entdeckt und in die NFL Draft 1995 aufgenommen.

## Profikarriere
1995 wurde Dilger in der zweiten Runde an 48. Stelle durch die Indianapolis Colts verpflichtet. Durch seine Quarterbacks Jim Harbaugh, Paul Justin und ab 1998 durch Peyton Manning wurde er immer wieder als Passempfänger eingesetzt, bekam aber auch aufgrund seiner athletischen Fähigkeiten auch Einsatzzeit als Blocker und sperrte dem eigenen Runningback den Weg durch die gegnerische Abwehr frei. So wurde er unter anderem als Blocker von Marshall Faulk und Edgerrin James eingesetzt. Bereits im ersten Jahr konnten die Colts mit Dilger in das AFC Championship Game einziehen, verloren aber gegen die von Bill Cowher trainierten und von Quarterback Neil O’Donnell geführten Pittsburgh Steelers knapp mit 16:20. Dilger gelang in dem Endspiel ein Passfang zu einem Raumgewinn von 30 Yards.
2002 kam für Dilger, der in diesem Jahr für den Pro Bowl nominiert war, die Kündigung durch die Colts sehr überraschend. Der Leistungsträger Dilger passte mit seinem Gehalt von 1,64 Millionen Dollar im Jahr angeblich nicht mehr in das Gehaltsgefüge der Colts. Mit den Tampa Bay Buccaneers fand er schnell einen neuen Arbeitgeber, bekam allerdings für drei Jahre lediglich ein Gehalt von 3,34 Millionen Dollar ausbezahlt. Der Head Coach der Mannschaft aus Tampa, Jon Gruden, war von Dilgers Fähigkeiten als Blocker überzeugt. Die Buccaneers hatten bis zur Verpflichtung von Grunden und Dilger ein schlechtes Laufspiel. Mit Dilgers Hilfe gelang es Grunden bereits in seinem ersten Jahr als Coach der Buccaneers ein effektives Laufspiel zu etablieren. Darüber hinaus war Dilger ein wichtiger Passempfänger für die Pässe von Quarterback Brad Johnson. Der Erfolg ließ nicht lange auf sich warten, die Buccaneers gewannen das NFC Championship Game im Jahr 2002 gegen die favorisierten Philadelphia Eagles (Coach Andy Reid, Quarterback Donovan McNabb) mit 27:10. Dilger fing in dem Spiel drei Pässe von Brad Johnson zu einem Raumgewinn von 41 Yards. Die Buccaneers zogen mit dem Sieg in den Super Bowl ein. Im Super Bowl XXXVII konnte die Mannschaft aus Florida die von Bill Callahan trainierten Oakland Raiders dann überzeugend mit 48:21 schlagen, wobei Dilger einen Pass zu einem Raumgewinn von 12 Yards fing.
2004 beendete Dilger, der in den Jahren zuvor immer wieder von Verletzungen geplagt wurde, seine Laufbahn. Er fing während seiner Karriere in der Regular Season 356 Pässe für einen Raumgewinn von 4099 Yards und 24 Touchdowns.

## Ehrungen
Dilger spielte in einem Pro Bowl, dem Abschlussspiel der besten Spieler einer Saison.

## Nach der Karriere
Dilger ist verheiratet und hat zwei Kinder. Er ist sozial engagiert und hat zusammen mit seiner Frau eine eigene Stiftung, die sich für kranke Kinder einsetzt. Die Stiftung sammelt Geld und lässt dieses karitativen Einrichtungen zukommen. Er lebt in Indianapolis.